# 路德維希 (霍恩洛厄-朗根堡親王)
路德維希（德語：Ludwig zu Hohenlohe-Langenburg，1696年10月20日—1765年1月16日），原為霍恩洛厄-朗根堡伯爵，1764年晉升為親王。

## 家庭
1723年，路德維希與拿騷-薩爾布魯根伯爵路德維希·克拉夫特的女兒艾蕾諾爾結婚，兩人共有4子2女：
1. 克里斯蒂安（1726年—1789年）
2. 路易絲·夏洛特（1732年—1777年）
3. 艾蕾諾爾·朱麗安（1734年—1813年）
4. 威廉·腓特烈（1736年—1805年）
5. 腓特烈·奧古斯特（1740年—1810年）
6. 腓特烈·恩斯特（1750年—1794年）